# Polen op de Olympische Winterspelen 1952
Tijdens de Olympische Winterspelen van 1952, die in Oslo (Noorwegen) werden gehouden, nam Polen voor de zesde keer deel.

## Deelnemers en resultaten

### Alpineskiën
| Olympiër              | Discipline       | Resultaat | Prestatie                              |
| --------------------- | ---------------- | --------- | -------------------------------------- |
| Andrzej Czarniak      | afdaling (m)     | 42e       | 2.56,4 (+25,6)                         |
| Stefan Dziedzic       | afdaling (m)     | 29e       | 2.49,4 (+18,6)                         |
| Stefan Dziedzic       | reuzenslalom (m) | 38e       | 2.50,3 (+25,3)                         |
| Stefan Dziedzic       | slalom (m)       | r1: 71e   | 2e run niet startgerechtigd 1.25,1+dns |
| Jan Gąsienica Ciaptak | slalom (m)       | dq        | diskwalificatie 1.05,2+dq              |
| Andrzej Gąsienica Roj | afdaling (m)     | 22e       | 2.44,3 (+13,5)                         |
| Andrzej Gąsienica Roj | reuzenslalom (m) | 41e       | 2.52,2 (+27,2)                         |
| Andrzej Gąsienica Roj | slalom (m)       | 28e       | 2.29,6 (+29,6) 1.06,1+1.23,5           |
| Józef Marusarz        | afdaling (m)     | 43e       | 2.58,7 (+27,9)                         |
| Józef Marusarz        | reuzenslalom (m) | 48e       | 2.55,5 (+30,5)                         |
| Jan Płonka            | reuzenslalom (m) | 39e       | 2.51,5 (+26,5)                         |
| Jan Płonka            | slalom (m)       | r1: 57e   | 2e run niet startgerechtigd 1.16,6+dns |
| Barbara Grocholska    | afdaling (v)     | 13e       | 1.54,1 (+7,0)                          |
| Barbara Grocholska    | reuzenslalom (v) | dq        | diskwalificatie                        |
| Barbara Grocholska    | slalom (v)       | 14e       | 2.20,3 (+9,7) 1.10,2+1.10,1            |
| Teresa Kodelska       | afdaling (v)     | dq        | diskwalificatie                        |
| Teresa Kodelska       | reuzenslalom (v) | 34e       | 2.32,6 (+25,8)                         |
| Teresa Kodelska       | slalom (v)       | 32e       | 2.33,7 (+23,1) 1.14,7+1.19,0           |
| Maria Kowalska        | afdaling (v)     | 34e       | 2.27,4 (+40,3)                         |
| Maria Kowalska        | reuzenslalom (v) | dq        | diskwalificatie                        |
| Maria Kowalska        | slalom (v)       | 34e       | 2.55,6 (+45,0) 1.30,1+1.25,5           |

### Langlaufen
| Olympiër        | Discipline | Resultaat | Prestatie        |
| --------------- | ---------- | --------- | ---------------- |
| Tadeusz Kwapień | 18 km (m)  | 41e       | 1:11.40 (+10.06) |

### Schansspringen
| Olympiër             | Discipline | Resultaat | Prestatie                  |
| -------------------- | ---------- | --------- | -------------------------- |
| Antoni Wieczorek     | mannen     | 24e       | 191,0 punten (60,5+60,5 m) |
| Stanislaw Marusarz   | mannen     | 27e       | 189,0 punten (59,0+60,5 m) |
| Jakub Węgrzynkiewicz | mannen     | 33e       | 185,0 punten (60,5+58,5 m) |
| Leopold Tajner       | mannen     | 39e       | 178,0 punten (57,0+56,5 m) |

### IJshockey
| Olympiër | Discipline | Resultaat | Prestatie |
| --- | ---------- | --------- | --- |
| Stanisław Szlendak Jan Hampel Michał Antuszewicz Henryk Bromowicz Kozimierz Chodakowski Stefan Csorich Rudolf Czech Alfred Gansiniec Marian Jeżak Eugeniusz Lewacki Roman Penczek Hilary Skarżyński Tadeusz Świcarz Zdzisław Trojanowski Alfred Wróbel Antoni Wróbel | mannen     | 6e        | toernooi: 2 - 8 Polen - Tsjecho-Slowakije 1 - 17 Polen - Zweden 3 - 6 Polen - Zwitserland 0 - 11 Polen - Canada 4 - 4 Polen - Duitsland 3 - 5 Polen - Verenigde Staten 4 - 2 Polen - Finland 4 - 3 Polen - Noorwegen |

Argentinië · Australië · België · Bulgarije · Canada · Chili · Denemarken · Duitsland · Finland · Frankrijk · Griekenland · Groot-Brittannië · Hongarije · IJsland · Italië · Japan · Joegoslavië · Libanon · Nederland · Nieuw-Zeeland · Noorwegen · Oostenrijk · Polen · Portugal · Roemenië · Spanje · Tsjecho-Slowakije · Verenigde Staten · Zweden · Zwitserland